# Alexis Comnène (mégaduc)
Pour les articles homonymes, voir Alexis Comnène (homonymie).
Alexis Comnène est un aristocrate et militaire byzantin du milieu du XIIe siècle, connu notamment pour avoir été mégaduc (amiral en chef).

## Biographie
Né vers 1102, il est le premier fils d'Anne Comnène, la fille aînée de l'empereur Alexis Ier Comnène et du général et historien Nicéphore Bryenne le Jeune. En 1118, il est fiancé à Kata, une fils du souverain David IV de Géorgie, avant de l'épouser en 1122,.
Il est nommé gouverneur (praetor) des provinces d'Hellade et du Péloponnèse à une date inconnue. Selon l'auteur Michel Choniatès, qui écrit vers 1201-1202, son souvenir perdure auprès de la population locale qui vante sa gentillesse et son sens de la justice. En 1147, il participe au concile des Blachernes, qui dépose le patriarche Cosmas II Atticus.
Au début de l'année 1156, Alexis est nommé mégaduc par son cousin et empereur, Manuel Ier Comnène. Ce poste fait de lui le commandant de la marine byzantine. La même année, il est envoyé avec Jean Doukas en Apulie, combattre le royaume de Sicile. Il dirige la flotte jusqu'à Bari mais les troupes byzantines manquent d'expérience et sont vaincues, à la fois sur terre et sur mer. Jean Doukas et Alexis Comnène sont faits prisonniers par Guillaume Ier de Sicile le 28 mai 1156 et le chroniqueur Jean Cinnamus blâme les deux généraux pour leur imprudence. Il estime également que leur capture met en péril l'action d'Alexis Axouch, dès lors que des concessions sont faites pour obtenir leur libération rapide. Toutefois, l'avis de Jean Cinnamus n'est peut-être pas objectif. 
Dans tous les cas, Alexis est relâché au moment de la conclusion de la paix en 1158. Il apparaît dans les sources une dernière fois en 1161. Il est alors à la tête d'une ambassade auprès de la principauté d'Antioche. Il a en charge l'accompagnement de Marie d'Antioche, deuxième femme de Manuel Ier, jusqu'à Constantinople. Lors de cette mission, il doit informer le roi Baudouin II de Jérusalem que son projet d'union entre Manuel Ier et sa cousine, Mélisande de Tripoli, a donc été rejetée. Si Alexis a détenu sa fonction de mégaduc jusqu'à sa mort, alors celle-ci intervient en 1167 car Andronic Kontostéphanos est alors nommé à cette fonction.

## Famille
Marié à Kata de Géorgie, Alexis a deux fils connus, David et Andronic. Ces derniers sont mentionnés avec leur mère à l'occasion du sac de Thessalonique en 1185 par les Normands. David Comnène est alors le gouverneur de la cité et sa conduite malavisée lors du siège mène à sa capture ainsi qu'à celle de sa mère et de son frère. S'ils sont libérés après la mort d'Andronic Ier Comnène en 1185, tous sont morts à la date de 1201-1202, selon le récit de Michel Choniatès.

## Sources
- (en) John Birkenmeier, The Development of the Komnenian Army: 1081–1180, Leiden: Brill, 2002 (ISBN 90-04-11710-5)
- Rodolphe Guilland, « Le Drongaire de la flotte, le Grand drongaire de la flotte, le Duc de la flotte, le Mégaduc », dans Recherches sur les institutions byzantines, Berliner byzantinische Arbeiten 35. Vol. I. Berlin and Amsterdam: Akademie-Verlag & Adolf M. Hakkert, 1967, p. 535-562
- (en) Paul Magdalino, The Empire of Manuel I Komnenos, 1143-1180, Cambridge University Press, 2002, 584 p. (ISBN 978-0-521-52653-1)
- (el) Konstantinos Varzos, « Η Γενεαλογία των Κομνηνών [The Genealogy of the Komnenoi] », Centre for Byzantine Studies, University of Thessaloniki,‎ 1984 (consulté le 26 septembre 2015).